# Càmpila d'Eudoxe

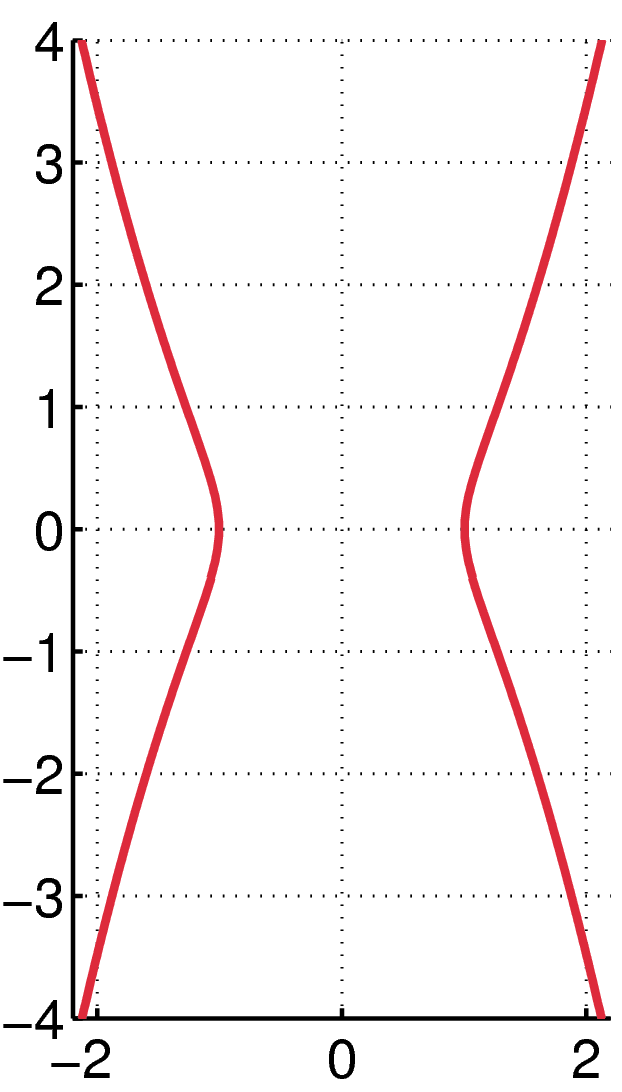
Gràfica de la càmpila d'Eudoxe

La càmpila d'Èudox (Grec: καμπύλη [γραμμή;], significa simplement "curvilini, corba") és una corba, amb una equació cartesiana:
{\displaystyle x^{4}=x^{2}+y^{2}}
de la qual s'ha d'excloure la solució x = y = 0, o, en coordenades polars:
{\displaystyle r=\sec ^{2}\theta \,.}
Aquesta corba quàrtica va ser estudiada per l'astrònom i el matemàtic grec Èudox de Cnidos (circa. 408 Bc - c.347 Bc) en relació amb el problema clàssic de duplicació del cub.
La càmpila és simètrica tant respecte de l'eix {\displaystyle x} com del {\displaystyle y}-axes. Talla l'eix {\displaystyle x} a {\displaystyle (-1,0)} i {\displaystyle (1,0)}. Té punts d'inflexió a
{\displaystyle (\pm {\sqrt {3/2}},\pm {\sqrt {3}}/2)}
(quatre punts d'inflexió, un en cada quadrant). La primera meitat de la corba és asimptòtica a {\displaystyle x^{2}-{\frac {1}{2}}} quan {\displaystyle x\to \infty }, i de fet es pot escriure com
{\displaystyle y=x^{2}{\sqrt {1-x^{-2}}}=x^{2}-{\frac {1}{2}}\sum _{n\geq 0}C_{n}(2x)^{-2n}}
on
{\displaystyle C_{n}={\frac {1}{n+1}}{\binom {2n}{n}}}
és l'n-èsim nombre de Catalan.